# Кое-что, что можно сделать пальцем
Кое-что, что можно сделать пальцем (англ. Something You Can Do With Your Finger) — эпизод 409 (№ 56) сериала «Южный Парк», премьера которого состоялась 12 июля 2000 года.

## Сюжет
Картману снится сон, в котором он, Стэн, Кенни и Кайл поют в мальчиковой группе «Фингертрах» (англ. Fingerbang). Проснувшись, Эрик решает, что это знамение свыше, и уговаривает ребят организовать группу. Кайл говорит, что им необходим пятый участник, и они объявляют прослушивание. В прослушивании принимают участие разные дети, включая Баттерса и Айка, но единственной подходящей кандидатурой оказывается Венди.
Ребята приходят в торговый центр, чтобы договориться с менеджером о выступлении. Услышав, как они поют, менеджер наотрез отказывается разрешить им выступать (тем более, для этого ему пришлось бы передвигать киоск с сосисками). Отец Стэна высказывается против участия Стэна в группе, но не хочет объяснять, почему. Картман, разочарованный неудачами, приходит за помощью к Шефу, и тот советует ему снять на песню видео, в котором девочки-зрительницы будут визжать при виде певцов из «Фингертраха». Тимми делают оператором, а девочек, чтобы они визжали от восторга, просят представить встречу с Шоном Коннери. Сняв видео, ребята снова отправляются в торговый центр, чтобы убедить менеджера, но из-за того, что видеоклип снимал умственно отсталый Тимми, он представляет собой кадры, снятые шатающейся камерой, в основном с участием самого Тимми. Тем не менее, менеджер соглашается сдвинуть киоск с сосисками на двадцать минут, позволив «Фингертраху» выступить.
Тем временем Рэнди узнаёт, что Стэн нарушил его запрет и поёт в мальчиковой группе. Тогда он рассказывает сыну, как он сам пел в мальчиковой группе, но однажды лишился славы и денег, как только продюсер нашёл исполнителей помоложе. Стэн понимает, что отец просто желает ему добра, и соглашается уйти из группы.
В торговом центре ребята готовятся выступать, но Стэна нет. Публика почти расходится, когда появляется Стэн с отцом, но неожиданно погибает Кенни, и в группе снова остаётся четыре участника. Рэнди соглашается заменить погибшего, и «Фингертрах» даёт концерт. После концерта Картман говорит, что устал от славы, и решает распустить группу.

## Смерть Кенни
Когда появляется Стэн и группа готовится выступать, неожиданно опускается лифт, который давит Кенни.

## Пародии
- Сцена, в которой Рэнди Марш разбивает посудный шкаф с криком «Нет! Неееет!», отсылает к фильму «Звёздный путь: Первый контакт», где капитан Пикард делает то же самое. В эпизоде, когда Рэнди кричит, голос Паркера меняется на голос Патрика Стюарта, сыгравшего роль Пикарда.
- Мальчик, играющий во время прослушивания на маленьком пианино, напоминает Шрёдера из комедийного мультсериала «Peanuts».
- Во время первой беседы Картмана с менеджером торгового центра тот упоминает Тиффани, которая также пела в торговых центрах.
- Группа, в которой играл Рэнди Марш, Ghetto Avenue Boys, пародирует Backstreet Boys, New Kids on the Block и прочие мальчиковые группы. Песня, которую исполняют Ghetto Avenue Boys, пародирует песню New Kids on the Block «You Got It (The Right Stuff)».
- Когда Рэнди говорит ребятам «я куплю вам апельсиновое желе», это является отсылкой к эпизоду «Счастливого Рождества, Чарли Мэнсон!», где эта фраза в свою очередь отсылает к «Духу Рождества».
- Концертный костюм Кенни (а позднее Рэнди) напоминает костюм Ангуса Янга из AC/DC.

## Факты
- Отрывок с порнографическим видео с Лиэн Картман и мистером Мэки был вырезан из версии для телевещания.
- Менеджера торгового центра озвучил Маркус Вон, друг Трея Паркера и Мэтта Стоуна, также сыгравший в фильме Паркера «Оргазмо».
- Паркер и Стоун изначально хотели назвать свою собственную группу «Fingerbang». Они признались, что рассматривали эту идею в течение дня. В итоге они решили остановиться на порнографичном названии DVDA.
- Эпизод стал первым, в котором намеренно рассказана только одна история. Практически все более ранние эпизоды содержали несколько сюжетных линий, оканчивающихся в конце эпизода. В «Кое-что, что можно сделать пальцем» Паркер и Стоун поняли, что можно сделать эпизод об одной истории, и связали второстепенные истории персонажей с основным сюжетом.
- Картман называет группу «Фингертрах» (англ. Fingerbang), ошибочно полагая, что это слово обозначает изображаемый жестом выстрел из пистолета. На самом деле, этот термин относится к фингерингу, разновидности петтинга.
- На прослушивании в группу Баттерс поёт детскую песенку «Little Bunny Foo Foo», Айк — другую известную детскую песню, «Itsy Bitsy Spider», и ирландскую народную песню «Danny Boy».
- В этом эпизоде появляется инопланетянин: его можно заметить над кроватью Рэнди, когда тот рассказывает Стэну свою историю.